# Анастасия фон Изенбург-Браунсберг-Вид
Анастасия фон Изенбург-Браунсберг-Вид (на немски: Anastasia von Isenburg-Braunsberg-Wied; * ок. 1412/1415; † сл. 27 март 1429 или 1460) е графиня и наследничка на Изенбург-Браунсберг-Вид и чрез женитба господарка на Рункел (1427 – 1460).

## Биография
Тя е единствената дъщеря наследничка на Йохан II фон Изенбург-Браунсберг († 1454), господар на Изенбург-Вид, и първата му съпруга Агнес фон Вестербург († 1415) от Дом Рункел, дъщеря на Йохан II фон Вестербург († 1410) и графиня Анастасия фон Лайнинген († сл. 1408). Баща ѝ се жени втори път сл. 1415 г. за нейната леля Кунигунда фон Вестербург († пр. 2 февруари 1428) и трети път пр. 2 февруари 1428 г. за графиня Кунигунда фон Зафенберг († 1454).
След смъртта на баща ѝ Анастасия наследява замък и господство Изенбург, също Гренцхаузен, Алсбах и част от господство Аренфелс.
Бездетният чичо на Анастасия Вилхелм II фон Изенбург-Браунсберг-Вид († октомври 1462) оставя през 1454 г. на най-големия ѝ син Фридрих IV по случай сватбата му, графството Вид, господствата Браунсберг и Дирдорф и неговата част от замък и господство Изенбург.

## Фамилия
Анастасия фон Изенбург-Вид се омъжва 1427 г. за граф Дитрих IV фон Рункел (* пр. 1402; † сл. 22 февруари 1462), най-малък син на граф Дитрих III фон Рункел († 1402) и съпругата му Юта фон Сайн (* ок. 1375). Те имат девет деца:
- Фридрих IV фон Вид (* ок. 1425, † 1487), граф на Рункел, от 1454 г. граф на Графство Вид, женен пр. 19 ноември 1454 за Агнес фон Вирнебург (1425 – 1478)
- Дитрих V (* ок. 1454, † 1484), господар на Рункел
- Вилхелм фон Рункел (* ок. 1450, † 1489), от 1454 г. господар на Рункел и съ-господар на Изенбург, женен 1454 за Ирмгард фон Ролинген († 1514)
- Йохан фон Рункел (ок. 1454 – 1521)
- Агнес († сл. 1481), омъжена за Готфрид VIII фон Епщайн-Мюнценберг († 1466)
- Гертруд, абатиса в Гересхайм (1462 – 1465)
- Урсула
- Юта († ок. 1471), омъжена на 2 август 1463 за граф Вилхелм II фон Лимбург-Бройч († 1473)
- Магдалена, монахиня в Елтен 1480